# Paner Baguga
Paner "Jorax" Baguga (* 1980 in Meneng) ist ein nauruischer Australian-Football-Spieler und Tennisspieler. Sein jüngerer Bruder Deamo Baguga ist Leichtathletik-Sprinter und ebenfalls Footballspieler.
Seine ersten Jahre spielte er in der damals noch inoffiziellen Juniorenmannschaft der Panzer Saints. 1997 spielte Baguga während eines Turniers des nauruischen U14-Teams in Queensland bereits drei Spiele für ein dortiges U18-Team. Ab 1998 spielte Baguga dann als erster Nauruer im Ausland professionell Australian Football, als er für Morningside (Brisbane) in der Queensland State Football League (QSFL) eine Saison spielte. Zuvor hatte er ein Probetraining bei den Gold Coast Stringrays, einem weiteren Club in der QSFL, der heute Gold Coast Old Boys heißt. Seinen Lohn sollte er von der Australian Football League (AFL) und der Queensland Junior Football Association (QJFA) sowie von der nauruischen Regierung erhalten; jenen Teil der Regierung bekam Baguga jedoch nie ausbezahlt.
Paner Baguga spielt nebenbei auch Tennis; er war Mitglied des nauruischen Tennisteams bei den XI. South Pacific Games im Juni 1999 in Guam. Doch er schied im Mannschaftsturnier in der ersten Runde sieglos aus; und auch sowohl im Einzel, als auch im Doppel schied er in der ersten Runde mit jeweils 3:6 und 3:6 aus. Baguga ist nicht bei der ATP registriert. Im Doppel spielte er mit Chris Gobure.
Nach seinem Einsatz in Guam kehrte Baguga noch Ende Juni 1999 zu seinem Stammklub Panzer Saints zurück und spielte mit ihnen das Große Finale im Linkbelt Oval vor 3.000 Zuschauern; das Spiel verloren sie jedoch gegen die Menaida Tigers. In der nächsten Saison erreichten sie mit Baguga erneut das Finale und beendeten mit ihrem historischen Sieg die jahrelange Dominanz der Menaida Tigers. Dieser Gewinn der Meisterschaft war Bagugas größter Erfolg.